# Dr. No (bande originale)
Bandes originales James Bond
Bons baisers de Russie
(1963)
Dr. No est la bande originale du premier film de James Bond, James Bond 007 contre Dr No.
Albert R. Broccoli et Harry Saltzman choisirent Monty Norman pour la bande originale du film. Il accompagna d'ailleurs les producteurs et l'équipe du film en Jamaïque.
Il compose le James Bond Theme mais les producteurs font ensuite appel à John Barry pour remanier fortement le morceau. Monty Norman et John Barry revendiquent ainsi chacun la création du James Bond Theme.
Le succès du film étant immédiat à sa sortie, la bande originale fut sortie plus tôt que prévu et regroupe surtout des morceaux composés en Jamaïque mais presque aucun morceau composé en Angleterre.
Byron Lee & The Dragonaires chantent Kingston Calypso et Jump Up. Le groupe était très connu en Jamaïque.
Le film s'ouvre avec la séquence du Gunbarrel, avant que commence le générique d'ouverture. Il est d'abord stylisé avec des points, le James Bond Theme s'élevant en fond sonore. Ensuite, des ombres en train de danser se substituent aux points. Monty Norman était très insatisfait du générique de Maurice Binder, pensant que le thème ne marchera jamais. Mais, lorsqu'il vit le résultat final, il s'est excusé et a trouvé la séquence fabuleux. Maurice Binder a essayé d'être très imaginatif pour le générique, il a travaillé avec des mannequins nus. Il a d'ailleurs fait l'excellent générique de Ailleurs l'herbe est plus verte (1960).
Monty Norman a essayé de créer une musique terrifiante pour la scène de la tarentule. Il a utilisé des sons électroniques et des violons qui jouent très aigus. Ensuite, lorsque Bond frappe la bête avec sa chaussure, il a essayé de créer le même rythme avec la musique.
Pour les scènes finales comme celles du réacteur et de l'explosion, la musique monte par demi-ton et ton. Cette musique participe au chaos ambiant. Le morceau préféré de Monty Norman est celui qui accompagne la scène dans laquelle Bond et Rider dérivent et que la Royal Navy vient à leur rescousse.

## Pistes
| Dr. No | Dr. No | Dr. No                        | Dr. No | Dr. No | Dr. No | Dr. No | Dr. No | Dr. No | Dr. No |
| No     | Titre | Auteur                        | Durée  |        |        |        |        |        |        |
| ------ | --- | ----------------------------- | ------ | ------ | ------ | ------ | ------ | ------ | ------ |
| 1.     | James Bond Theme | John Barry Orchestra          | 1:52   |        |        |        |        |        |        |
| 2.     | Kingston Calypso | Byron Lee and the Dragonaires | 2:45   |        |        |        |        |        |        |
| 3.     | Jamaican Rock (non entendue dans le film)                                                                               |                               | 2:04   |        |        |        |        |        |        |
| 4.     | Jump Up | Byron Lee and the Dragonaires | 2:11   |        |        |        |        |        |        |
| 5.     | Audio Bongo (version électronique du thème musical du film)                                                             |                               | 1:32   |        |        |        |        |        |        |
| 6.     | Under the Mango Tree | Diana Coupland (en)           | 2:24   |        |        |        |        |        |        |
| 7.     | Twisting with James (version de Dr No's Fantasy non utilisée dans le film)                                              |                               | 3:11   |        |        |        |        |        |        |
| 8.     | Jamaica Jazz (version instrumentale de Jump Up, non utilisée dans le film)                                              |                               | 1:08   |        |        |        |        |        |        |
| 9.     | Under the Mango Tree (Instrumentale, non utilisée dans le film)                                                         |                               | 2:44   |        |        |        |        |        |        |
| 10.    | Jump Up | Byron Lee and the Dragonaires | 1:30   |        |        |        |        |        |        |
| 11.    | Dr. No's Fantasy (non utilisée dans le film)                                                                            |                               | 1:41   |        |        |        |        |        |        |
| 12.    | Kingston Calypso (reprise)                                                                                              | Diana Coupland                | 2:30   |        |        |        |        |        |        |
| 13.    | The Island Speaks (version instrumentale du thème musical accompagnant le débarquement de Bond et Quarrel sur Crab Key) |                               | 3:22   |        |        |        |        |        |        |
| 14.    | Underneath the Mango Tree                                                                                               | Monty Norman                  | 2:42   |        |        |        |        |        |        |
| 15.    | The Boy's Chase (non utilisée dans le film ; elle avait été écrite pour le trajet en voiture de Bond depuis l'aéroport) |                               | 1:33   |        |        |        |        |        |        |
| 16.    | Dr. No's Theme (version instrumentale de Kingston Calypso)                                                              |                               | 3:31   |        |        |        |        |        |        |
| 17.    | The James Bond Theme (version instrumentale non utilisée de Dr. No's Fantasy)                                           |                               | 2:23   |        |        |        |        |        |        |
| 18.    | Love at Last (entendue brièvement dans la scène de fête)                                                                |                               | 1:54   |        |        |        |        |        |        |
| 32:10  | |                               |        |        |        |        |        |        |        |

Les titres n°3, 7, 8, 9, 11, 15 et 17 ne sont pas présents dans le film.